# توندریخا
توندریخا (به لاتین: Tundrikha) یک منطقهٔ مسکونی در روسیه است که در سرزمین آلتای واقع شده‌است.